# Apeuthes eydouxii
Apeuthes eydouxii är en mångfotingart som först beskrevs av Paul Gervais 1847.  Apeuthes eydouxii ingår i släktet Apeuthes och familjen Trigoniulidae. Inga underarter finns listade i Catalogue of Life.